# Устьянка (приток Алея)
Устьянка — река в России, протекает по Змеиногорскому, Локтевскому и Рубцовскому районам Алтайского края. Устье реки находится в 645 км от устья реки Алей по правому берегу. Длина реки составляет 18 км.

## Данные водного реестра
По данным государственного водного реестра России относится к Верхнеобскому бассейновому округу, водохозяйственный участок реки — Алей от Гилёвского гидроузла и до устья, речной подбассейн реки — бассейны притоков (Верхней) Оби до впадения Томи. Речной бассейн реки — (Верхняя) Обь до впадения Иртыша.